# Claudio Acquaviva
Claudio Acquaviva (Atri, Regne de Nàpols, 1542 - Roma, 31 de gener de 1615) fou un famós jesuïta italià.
Fill del Duc d'Atri, fou el cinquè general de la Companyia de Jesús i successor de Sant Francesc de Borja; elegit als 37 anys, governà amb molt d'encert durant 34 anys. La personalitat d'Acquaviva ofereix un relleu particular, no solament en el govern i el desenvolupament de la Companyia de Jesús, sinó també en la història de l'església, i de manera molt especial en les missions tant d'Orient com d'Occident.
Considerat Claudio Acquaviva com a home de govern, s'ha de notar en tota la gestió del seu llarg generalat un ampli esperit organitzador, i, a la vegada, un zel ardent en pro de la consolidació de l'obra fundada per Ignasi de Loiola. El govern interior de la Companyia, la perfecció espiritual i intel·lectual de els seus súbdits i l'augment que tingueren les missions d'Ultramar es deuen, no tant a les seves meditades i oportunes obres en pro del seu creixement, com a la seva iniciativa personal.
Molts historiadors han pretès veure en la personalitat d'Acquaviva un reformador de la primitiva Companyia fundada per Ignasi de Loiola. Res menys cert, des del moment que el fi de tots els actes de govern d'Acquaviva fou vigoritzar lInstitut de lOrdre, exigint constantment a tots els seus súbdits el fidel compliment de les Constitucions llegades per Sant Ignasi a la Companyia de Jesús.
La formació espiritual i intel·lectual dels seus religiosos fou la seva preocupació constant, i a aquest fi va escriure el seus cèlebres Directorium, Industriae, i manà compilar i adoptar el sistema d'estudis anomenat Ratio studiorum vertadera clau de l'erudició portentosa i admirablement metoditzada que ha donat a la Companyia de Jesús tants personatges d'una vàlua indiscutible. El Directorium l'acredita com a teòleg consumat i sagàs i coneixedor de l'eficacia de l'arma que Ignasi entregà als seus fills amb el nom dExercicis espirituals. Les Industriae revelen a un psicòleg tant hàbil com fi, escrutador del fons més amagats de la malícia humana.
Els Papes Sixte V, Urbà VII i Pau VI encomien ambdues obres amb força. Del Ratio studiorum adoptaren a primers del segle XX procediments i mètodes docents des de la Sorbona de París fins als més florents liceus i universitats d'Alemanya, Anglaterra i Àustria. En algunes obres de caràcter històric s'indica a Claudio Acquaviva com a autor un infame libel, ple d'errors i proposicions contràries al dret natural i a l'ortodòxia, titulat Monita secreta Societatis Jesu. En l'obra Bibliothèque de la Compagnie de Jésus, de Sommervögel, es troba en el Tom I, una erudita i copiosa dissertació que prova la falsedat d'aquesta atribució i indica de passada, clara i per acabar, al verdader autor d'aquest libel, que fou condemnat pels Papes Gregori XIV i Pau V.
Amb el jesuïta català Antoni de Montserrat foren grans amics, ja que coincidiren tots dos en llur estada a Goa, (en aquell temps colònia portuguesa).

## Va escriure
- Directorium exercitiorum Sancti Ignatii;
- Industriae pro Superioribus Societatis ad curandos animae morbos (La primera edició d'aquesta obra notable és de Florència, any 1600)
- Meditationes in Psalmum XLIV (Roma, 1616)
- De felici progressu Societatis Iesu (Vilna, 1584)
- De Renovatione Spiritus (Dilniza, 1599)
- De Studio Perfectionis et caritate fraterna (Roma, 1586)
- De mediis ad conservandam Societatem (1587)
- De fervore et zelo Misionum (1594)

A més, és autor de quasi totes les Ordenacions generales de la Companyia de Jesús que foren impreses el 1595 i aprovades per Cinquena Congregació general. Dirigí i revisà les obres Ratio Studiorum Soc. Jesu i Directorium Exercitiorum. Redactaren la primera els Pares Azor, Gonzálvez, Tyné, Buys, Guisani i Tucci. Les edicions de Magúncia (1600) i Nàpols (1603), són les més autoritzades.